# Lusty Glaze
Lusty Glaze (in cornico: Lostyn Glas, che significa Un posto per vedere le barche blu) è una spiaggia a Newquay, in Cornovaglia.
Lusty Glaze è di proprietà privata anche se ha pieno accesso pubblico. Una società di attività all'aperto gestisce una serie di attività sulla spiaggia. La cala è naturalmente riparata da alte scogliere. Lusty Glaze è un'attrazione turistica della Cornovaglia con 133 gradini dalla cima della scogliera alla spiaggia sottostante.
Era il capolinea meridionale del fallito St Columb Canal, parti del quale furono costruite negli anni 1770, e sebbene la sezione meridionale probabilmente non sia mai stata utilizzata, i resti del piano inclinato che collegava la spiaggia al canale sulla scogliera superano i 100 piedi (30 m) sopra sono ancora chiaramente visibili.

## Etimologia
Il nome "Lusty Glaze" deriva dal cornico per "luogo per vedere le barche blu".